# Општина Др. Аројо (Нови Леон)
Др. Аројо (шп. Dr. Arroyo) општина је у Мексику у савезној држави Нови Леон. Општина се налази на надморској висини од 1721 м.

## Становништво
Према подацима из 2010. у општини је живело 35445 становника.

### Хронологија
| Година       | 2000                  | 2005                  | 2010                  |
| ------------ | --------------------- | --------------------- | --------------------- |
| Становништво | 33721 (16878 / 16843) | 33269 (16611 / 16658) | 35445 (17849 / 17596) |

### Попис
| \| \| м \| \| \| ж \| \| 0—2 \| 1.136 \| \| \| 1.071 \| \| 3—5 \| 1.238 \| \| \| 1.126 \| \| 6—11 \| 2.374 \| \| \| 2.348 \| \| 12—14 \| 1.059 \| \| \| 1.086 \| \| 15—17 \| 1.110 \| \| \| 1.070 \| \| 18—24 \| 1.780 \| \| \| 1.848 \| \| 60+ \| 2.744 \| \| \| 2.492 \| \| Просек : \| 29,6 \| \| \| 29,6 \| |       |  |  |       |
| |       |  |  |       |
| | м     |  |  | ж     |
| 0—2 | 1.136 |  |  | 1.071 |
| 3—5 | 1.238 |  |  | 1.126 |
| 6—11 | 2.374 |  |  | 2.348 |
| 12—14 | 1.059 |  |  | 1.086 |
| 15—17 | 1.110 |  |  | 1.070 |
| 18—24 | 1.780 |  |  | 1.848 |
| 60+ | 2.744 |  |  | 2.492 |
| Просек : | 29,6  |  |  | 29,6  |

| #   | Индикатор                                                                                        | Вредност |
| --- | ------------------------------------------------------------------------------------------------ | -------- |
| 1   | Становништво од 0 до 2 године                                                                    | 2207     |
| 2   | Мушко становништво од 0 до 2 године                                                              | 1136     |
| 3   | Женско становништво од 0 до 2 године                                                             | 1071     |
| 4   | Становништво са 3 и више година                                                                  | 33130    |
| 5   | Мушко становништво са 3 и више година                                                            | 16658    |
| 6   | Женско становништво са 3 и више година                                                           | 16472    |
| 7   | Становништво са 5 и више година                                                                  | 31536    |
| 8   | Мушко становништво са 5 и више година                                                            | 15816    |
| 9   | Женско становништво са 5 и више година                                                           | 15720    |
| 10  | Становништво са 12 и више година                                                                 | 26044    |
| 11  | Мушко становништво са 12 и више година                                                           | 13046    |
| 12  | Женско становништво са 12 и више година                                                          | 12998    |
| 13  | Становништво са 15 и више година                                                                 | 23899    |
| 14  | Мушко становништво са 15 и више година                                                           | 11987    |
| 15  | Женско становништво са 15 и више година                                                          | 11912    |
| 16  | Становништво са 18 и више година                                                                 | 21719    |
| 17  | Мушко становништво са 18 и више година                                                           | 10877    |
| 18  | Женско становништво са 18 и више година                                                          | 10842    |
| 19  | Становништво од 3 до 5 година                                                                    | 2364     |
| 20  | Мушко становништво од 3 до 5 година                                                              | 1238     |
| 21  | Женско становништво од 3 до 5 година                                                             | 1126     |
| 22  | Становништво од 6 до 11 година                                                                   | 4722     |
| 23  | Мушко становништво од 6 до 11 година                                                             | 2374     |
| 24  | Женско становништво од 6 до 11 година                                                            | 2348     |
| 25  | Становништво од 8 до 14 година                                                                   | 5243     |
| 26  | Мушко становништво од 8 до 14 година                                                             | 2588     |
| 27  | Женско становништво од 8 до 14 година                                                            | 2655     |
| 28  | Становништво од 12 до 14 година                                                                  | 2145     |
| 29  | Мушко становништво од 12 до 14 година                                                            | 1059     |
| 30  | Женско становништво од 12 до 14 година                                                           | 1086     |
| 31  | Становништво од 15 до 17 година                                                                  | 2180     |
| 32  | Мушко становништво од 15 до 17 година                                                            | 1110     |
| 33  | Женско становништво од 15 до 17 година                                                           | 1070     |
| 34  | Становништво од 18 до 24 године                                                                  | 3628     |
| 35  | Мушко становништво од 18 до 24 године                                                            | 1780     |
| 36  | Женско становништво од 18 до 24 године                                                           | 1848     |
| 37  | Женско становништво од 15 до 49 година                                                           | 8145     |
| 38  | Становништво са 60 и више година                                                                 | 5236     |
| 39  | Мушко становништво са 60 и више година                                                           | 2744     |
| 40  | Женско становништво са 60 и више година                                                          | 2492     |
| 41  | Однос између мушкараца и жена                                                                    | 101.44   |
| 42  | Становништво од нуле до 14 година                                                                | 11438    |
| 43  | Становништво од 15 до 64 године                                                                  | 19848    |
| 44  | Становништво од 65 година и више                                                                 | 4051     |
| 45  | Просечан број деце                                                                               | 3.6      |
| 46  | Становништво рођено у ентитету                                                                   | 30130    |
| 47  | Мушко становништво рођено у ентитету                                                             | 15218    |
| 48  | Женско становништво рођено у ентитету                                                            | 14912    |
| 49  | Становништво рођено у другом ентитету                                                            | 4912     |
| 50  | Мушко становништво рођено у другом ентитету                                                      | 2422     |
| 51  | Женско становништво рођено у другом ентитету                                                     | 2490     |
| 52  | Становништво од 5 година и више резидентно у ентитету у јуну 2005. године                        | 30550    |
| 53  | Мушко становништво старосног доба од 5 година и више, резидентно у ентитету у јуну 2005. године  | 15240    |
| 54  | Женско становништво старосног доба од 5 и више година, резидентно у ентитету у јуну 2005. године | 15310    |
| 55  | Становништво од 5 година и више које је живело у другом ентитету у јуну 2005. године             | 365      |
| 56  | Мушко становништво старије од 5 година које је живело у другом ентитету у јуну 2005. године      | 163      |
| 57  | Женско становништво старије од 5 година које је живело у другом ентитету у јуну 2005. године     | 202      |
| 58  | Становништво од 3 године и више које говори аутохтони језик                                      | 46       |
| 59  | Мушко становништво старо 3 године и више које говори аутохтони језик                             | 27       |
| 60  | Женско становништво старо 3 године и више које говори аутохтони језик                            | 19       |
| 61  | Становништво од 3 године и више које говори аутохтони језик и не говори шпански језик            | 0        |
| 62  | Мушко становништво старо 3 године и више које говори аутохтони језик и не говори шпански         | 0        |
| 63  | Женско становништво старо 3 године и више које говори аутохтони језик и не говори шпански језик  | 0        |
| 64  | Становништво старо 3 године и више које говори аутохтони језик и шпански                         | 16       |
| 65  | Мушко становништво старо 3 године и више које говори аутохтони језик и шпански                   | 10       |
| 66  | Женско становништво старо 3 године и више које говори аутохтони језик и шпански                  | 6        |
| 67  | Становништво од 5 година и више које говори аутохтони језик                                      | 45       |
| 68  | Становништво од 5 година и више које говори аутохтони језик и не говори шпански језик            | 0        |
| 69  | Становништво од 5 година и више које говори аутохтони језик и говори шпански језик               | 16       |
| 70  | Становништво у домородачким домаћинствима                                                        | 84       |
| 71  | Становништво са ограничењима у активностима                                                      | 2458     |
| 72  | Становништво са ограниченим ходањем или кретањем, горе или доле                                  | 1468     |
| 73  | Становници са ограничењима вида, чак и уз кориштење сочива                                       | 652      |
| 74  | Становништво са ограничењима говора, комуникације или конверзације                               | 194      |
| 75  | Становништво са ограниченим слухом                                                               | 291      |
| 76  | Становништво са ограничењима при одевању, купању или јелу                                        | 113      |
| 77  | Становништво са ограничењима у опажању или учењу једноставних ствари                             | 106      |
| 78  | Становништво са менталним ограничењима                                                           | 170      |
| 79  | Становништво без ограничења активности                                                           | 32565    |
| 80  | Становништво од 3 до 5 година које не похађа школу                                               | 851      |
| 81  | Мушко становништво од 3 до 5 година које не похађа школу                                         | 447      |
| 82  | Женско становништво од 3 до 5 година које не похађа школу                                        | 404      |
| 83  | Становништво од 6 до 11 година које не похађа школу                                              | 83       |
| 84  | Мушко становништво од 6 до 11 година које не похађа школу                                        | 46       |
| 85  | Женско становништво од 6 до 11 година које не похађа школу                                       | 37       |
| 86  | Становништво од 12 до 14 година које не похађа школу                                             | 164      |
| 87  | Мушко становништво од 12 до 14 година које не похађа школу                                       | 84       |
| 88  | Женско становништво од 12 до 14 година које не похађа школу                                      | 80       |
| 89  | Становништво од 15 до 17 година похађа школу                                                     | 1171     |
| 90  | Мушко становништво од 15 до 17 година похађа школу                                               | 584      |
| 91  | Женско становништво између 15 и 17 година живота у школи                                         | 587      |
| 92  | Становништво од 18 до 24 године похађа школу                                                     | 402      |
| 93  | Мушко становништво од 18 до 24 године похађа школу                                               | 198      |
| 94  | Женско становништво од 18 до 24 године похађа школу                                              | 204      |
| 95  | Становништво од 8 до 14 година које не може да чита и пише                                       | 187      |
| 96  | Мушко становништво старосног доба од 8 до 14 година које не може да чита и пише                  | 110      |
| 97  | Женско становништво старосног доби од 8 до 14 година које не може да чита и пише                 | 77       |
| 98  | Становништво од 15 година и више које је неписмено                                               | 3170     |
| 99  | Мушко становништво од 15 година и више које је неписмено                                         | 1576     |
| 100 | Женско становништво од 15 година и више које је неписмено                                        | 1594     |
| 101 | Становништво старо 15 и више година без школовања                                                | 2732     |
| 102 | Мушко становништво старо 15 и више година без школовања                                          | 1431     |
| 103 | Женско становништво старо 15 и више година без школовања                                         | 1301     |
| 104 | Становништво старосног доба 15 и више година са непотпуним основним образовањем                  | 6216     |
| 105 | Мушко становништво старосног доба од 15 година и више са непотпуном основним образовањем         | 3234     |
| 106 | Женско становништво старосног доба 15 и више година са непотпуном основним образовањем           | 2982     |
| 107 | Становништво старо 15 и више година са комплетним основним образовањем                           | 5258     |
| 108 | Мушко становништво старо 15 година и више са комплетним основним образовањем                     | 2540     |
| 109 | Женско становништво старо 15 и више година са комплетним основним образовањем                    | 2718     |
| 110 | Становништво старосног доба 15 и више година са непотпуним средњим образовањем                   | 1366     |
| 111 | Мушко становништво старосног доба од 15 година и више са непотпуним средњим образовањем          | 725      |
| 112 | Женско становништво старосног доба од 15 година и више са непотпуним средњим образовањем         | 641      |
| 113 | Становништво старо 15 и више година са пуним секундарном образовањем                             | 4727     |
| 114 | Мушко становништво старосног доба од 15 година и више са пуним секундарном образовањем           | 2377     |
| 115 | Женско становништво старосног доба од 15 година и више са пуним секундарном образовањем          | 2350     |
| 116 | Становништво старије од 18 година са постосновним образовањем                                    | 2985     |
| 117 | Мушко становништво старије од 18 година са постосновним образовањем                              | 1407     |
| 118 | Женско становништво старије од 18 година са постосновним образовањем                             | 1578     |
| 119 | Просечна оцена школовања                                                                         | 6.13     |
| 120 | Просечан ниво образовања мушке популације                                                        | 6.01     |
| 121 | Просечан ниво образовања женског становништва                                                    | 6.25     |
| 122 | Економски активно становништво                                                                   | 11508    |
| 123 | Економски активна мушка популација                                                               | 9790     |
| 124 | Економски активна женска популација                                                              | 1718     |
| 125 | Становништво које није економски активно                                                         | 14294    |
| 126 | Мушко становништво које није економски активно                                                   | 3107     |
| 127 | Женско становништво које није економски активно                                                  | 11187    |
| 128 | Запослено становништво                                                                           | 11110    |
| 129 | Запослено мушко становништво                                                                     | 9432     |
| 130 | Запослено женско становништво                                                                    | 1678     |
| 131 | Незапослена популација                                                                           | 398      |
| 132 | Незапослена мушка популација                                                                     | 358      |
| 133 | Незапослена женска популација                                                                    | 40       |
| 134 | Становништво без права на здравствене услуге                                                     | 3805     |
| 135 | Становништво које има право на здравствене услуге                                                | 31472    |
| 136 | Становништво које има право на ИМСС                                                              | 1397     |
| 137 | Становништво које има право на социјално осигурање                                               | 2173     |
| 138 | Становништво које има право на државно социјално осигурање                                       | 331      |
| 139 | Становништво које има право на опште осигурање или здравствено осигурање за нову генерацију      | 27145    |
| 140 | Становништво које је било једном или није било у браку током 12 година и више                    | 7663     |
| 141 | Венчано или уједињено становништво од 12 година и више                                           | 16124    |
| 142 | Становништво које је било у браку или уједињено 12 година и више                                 | 2178     |
| 143 | Становништво са католичком религијом                                                             | 29537    |
| 144 | Протестанти, еванђелисти и библијски следбеници различити од еванђелиста                         | 2632     |
| 145 | Становништво са другим религијама различитим од претходних                                       | 2        |
| 146 | Становништво без религије                                                                        | 2098     |
| 147 | Укупно пописаних домаћинства                                                                     | 8467     |
| 148 | Пописна домаћинства на челу са мушкарцима                                                        | 7012     |
| 149 | Пописна домаћинства на челу са женама                                                            | 1455     |
| 150 | Становништво у пописним домаћинствима                                                            | 35376    |
| 151 | Становништво у пописним домаћинствима на челу са мушкарцима                                      | 30290    |
| 152 | Становништво у пописним домаћинствима на челу са женама                                          | 5086     |
| 153 | Укупно домаћинстава                                                                              | 10676    |
| 154 | Укупно насељених домаћинстава                                                                    | 8488     |
| 155 | Укупно приватних кућа                                                                            | 10655    |
| 156 | Насељени приватни домови                                                                         | 8467     |
| 157 | Укупно насељених приватних кућа                                                                  | 8487     |
| 158 | Ненасељене приватне куће                                                                         | 1223     |
| 159 | Појединачна домаћинства за привремену употребу                                                   | 965      |
| 160 | Становници у насељеним приватним кућама                                                          | 35376    |
| 161 | Насељеност станара у приватним становима                                                         | 4.18     |
| 162 | Просечно становника по соби у приватним насељеним домаћинствима                                  | 1.16     |
| 163 | Појединачна домаћинства са подовима од различитих материјала од земље                            | 7771     |
| 164 | Појединачна домаћинства у приземљу                                                               | 657      |
| 165 | Појединачна домаћинства са једном спаваћом собом                                                 | 3261     |
| 166 | Појединачна домаћинства са две спаваће собе и више                                               | 5160     |
| 167 | Појединачна домаћинства са једним собом                                                          | 289      |
| 168 | Појединачна домаћинства са две собе                                                              | 1467     |
| 169 | Појединачна домаћинства са 3 собе и више                                                         | 6654     |
| 170 | Појединачна домаћинства која имају електрично светло                                             | 8038     |
| 171 | Појединачна домаћинства која немају електрично светло                                            | 389      |
| 172 | Појединачна домаћинства која имају водоводну воду у стамбеном простору                           | 4559     |
| 173 | Појединачна домаћинства која немају водоводну воду у стамбеном простору                          | 3825     |
| 174 | Појединачна домаћинства која имају тоалет                                                        | 7569     |
| 175 | Појединачна домаћинства која имају канализацију                                                  | 2593     |
| 176 | Појединачна домаћинства која немају канализацију                                                 | 5727     |
| 177 | Појединачна домаћинства која имају електрично светло, довод воде из јавне мреже и канализацију   | 2136     |
| 178 | Појединачна домаћинства без икаквих услова                                                       | 463      |
| 179 | Појединачна домаћинства која имају радио                                                         | 6028     |
| 180 | Појединачна домаћинства која имају телевизор                                                     | 7073     |
| 181 | Појединачна домаћинства која имају фрижидер                                                      | 6150     |
| 182 | Појединачна домаћинства која имају машину за веш                                                 | 5323     |
| 183 | Појединачна домаћинства која имају аутомобил или комби                                           | 3540     |
| 184 | Појединачна домаћинства која имају рачунар                                                       | 701      |
| 185 | Појединачна домаћинства која имају фиксну телефонску линију                                      | 1300     |
| 186 | Појединачна домаћинства која имају мобилни телефон                                               | 2243     |
| 187 | Појединачна домаћинства која имају приступ интернету                                             | 442      |